# Ácido múcico
El ácido múcico, C6H10O8 o HOOC-(CHOH)4-COOH, 
se obtiene por la oxidación del azúcar de la leche (lactosa), la dulcita, la galactosa, la quercita y la mayoría de las variedades de goma natural que incorporan ácido nítrico.

## Características
Forma un polvo cristalino que se funde a los 213 °C. Es insoluble en alcohol, y prácticamente insoluble en agua fría. Cuando se calienta con piridina hasta los 140° se convierte en ácido alónico. Cuando se digiere con ácido clorhídrico fumante durante algún tiempo se convierte en furfural, mientras que si es calentado con sulfuro de bario se transforma en el ácido carboxílico tiofeno. La destilación seca de su sal de amonio da lugar a dióxido de carbono, amoníaco, pirrol y otras sustancias. El ácido cuando de mezcla con bases cáusticas da lugar al ácido oxálico.
Con bisulfato potásico el ácido múcico forma 3-hidroxi-2-pirona por deshidratación y descarboxilación.